# Kaliumjodaat
Kaliumjodaat (KIO3) is het kaliumzout van waterstofjodaat. De stof komt voor als een wit kristallijn poeder, dat goed oplosbaar is in water. Soms wordt het gebruikt bij behandeling van radioactieve besmettingen, omdat het radioactief jood in de schildklier kan vervangen. Kaliumjodaat is een oxidator en daardoor kan er brand ontstaan als het in contact komt met instabiele verbindingen of reductoren.

## Synthese
Kaliumjodaat kan worden gesynthetiseerd door een reactie van kaliumhydroxide met waterstofjodaat:
{\displaystyle {\ce {HIO3 + KOH -> KIO3 + H2O}}}
Het kan ook worden gevormd door di-jood in een hete, geconcentreerde kaliumhydroxide-oplossing te brengen:
{\displaystyle {\ce {3I2 + 6KOH -> KIO3 + 5KI + 3H2O}}}

## Toepassingen
Kaliumjodaat wordt gebruikt voor de jodering van keukenzout (NaCl), omdat jodide geoxideerd kan worden door zuurstofgas tot di-jood. Het wordt ook gebruikt als ingrediënt van babymelk.
Net zoals kaliumbromaat wordt kaliumjodaat soms ook aangewend als meelverbeteraar.
Kaliumjodaat heeft ook een zeer belangrijke toepassing: ze kan namelijk radioactief jood in de schildklier vervangen. De radio-isotoop 131I is namelijk een belangrijk bijproduct van kernsplijting en is gevaarlijk omdat het zich opstapelt in de schildklier, hetgeen kan leiden tot schildklierkanker. Toedienen van niet-radioactief jodaat verzadigt als het ware de schildklier met jood, waardoor het radioactieve jood zich niet kan opstapelen. De stof is goedgekeurd door de WHO en kan dus dienen ter vervanging van kaliumjodide. Landen die grote voorraden kaliumjodaattabletten hebben, zijn Ierland, Singapore, de Verenigde Arabische Emiraten en twee staten uit de VS, namelijk Idaho en Utah.